# 噴泉山 (阿肯色州)
噴泉山（英語：Fountain Hill）是一個位於美國阿肯色州阿什利縣的城鎮。根據2020年美國人口普查，該地人口為108人，而該地的面積約為1.47平方千米。

## 地理
噴泉山的座標為33°21′20″N 91°51′04″W / 33.35556°N 91.85111°W，而該地的平均海拔高度為58米（即190英尺）。